# NK Lovran
NK Lovran je nogometni klub iz Lovrana.
Trenutačno se natječe se u 2. ŽNL Primorsko-goranskoj.